# Акбакай
Акбака́й (каз. Ақбақай) — село у складі Мойинкумського району Жамбильської області Казахстану. Адміністративний центр та єдиний населений пункт Акбакайської сільської адміністрації.
До 27 червня 2013 року село мало статус селища.
Населення — 534 особи (2021; 1473 у 2009, 1163 у 1999, 1435 у 1989).